# InfiNight
InfiNight (engl., Ableitung von „infinite night“, deutsch: Unendliche Nacht) ist eine deutsche Metal-Band, die 2001 von Sänger Martin Klein, Gitarrist Dominique Raber, Gitarrist Marco „Grewe“ Grewenig, Bassist Kai Schmidt und Schlagzeuger Hendrik „Harry“ Reimann gegründet wurde.

## Bandgeschichte
Obwohl die Band ursprünglich als reine Metal-Coverband geplant war, begann man nach kurzer Zeit mit dem Schreiben eigener Songs. Bereits beim ersten Konzert der Band am 22. Dezember 2001 stellten InfiNight sechs eigene Songs vor. 2003 wurde dann das erste Demo „Demo-Lition“ mit fünf Songs aufgenommen. Es folgten Support-Auftritte, darunter für die Band Freedom Call.
Das Debütalbum Sea of Knowledge erschien am 20. Mai 2005 als Eigenproduktion, die im SU2-Studio in Sulzbach mit Phil Hillen produziert wurde. Das Artwork übernahm, wie auch für alle anderen Alben, Sänger Martin Klein.
Die Band spielte sich 2006 durch einige Band-Wettbewerbe und dabei u. a. auch ins Finale der Wacken-Metal-Battle des Wacken Open Air. Weitere Slots bei Festivals und als Support für Bands wie Children of Bodom, Powerwolf, Sabaton, Nocturnal Rites, Silent Force etc. folgten.
Der zweite Longplayer „Like Puppets“ wurde 2009 im Soundline-Studio in Saarbrücken aufgenommen und am 14. Februar 2010 in Eigenregie veröffentlicht. Die erstmals zu hörenden Keyboard-Spuren wurden von Oliver Pitsch eingespielt. Es folgten Festivalauftritte und ein Support für Blind Guardian. Das Album wurde von der 7us Media Group noch einmal mit neuem Cover veröffentlicht.
Am 27. April 2013 erschien die EP The Vision mit eingängigeren Rocksongs. Die fünf Songs der EP beschäftigen sich mit dem Thema „5 Stages of Grief“ (deutsch: Fünf Stadien der Trauer) gemäß dem in der Psychologie bekannten Kübler-Ross Model und beschreiben jeweils eine Phase der Trauer. Mit The Vision erschien das erste Musikvideo der Band.
Am 15. August 2015 veröffentlichten InfiNight ihren dritten Longplayer "Apex Predator" im ursprünglichen Stil. Die Aufnahmen dazu wurden, wie bereits bei "The Vision", im SoundPlant Studio in Saarbrücken in Zusammenarbeit mit dem Produzenten Michael Schmidt durchgeführt.

## Stil
InfiNight macht eine Mischung aus Power- und Thrash-Metal.
Die Texte der InfiNight-Songs stammen fast ausschließlich aus der Feder von Martin Klein. Die Ausnahme ist Beyond Reach von Marco Grewenig. Die Texte der Band sind teilweise introspektiv und meist sozial- und zeitkritisch.

## Diskografie

### Studioalben
- 2005: Sea of Knowledge[1]
- 2010: Like Puppets[2]
- 2015: Apex Predator[3]

### EPs und Demos
- 2003: Demo-Lition (Demo-CD)
- 2004: Beyond reach (Promo-CD)
- 2008: DemoNizer (Demo)
- 2013: The Vision (EP)[4]
- 2015: Fifteen (EP)